# Салтово
Салтово (рос. Салтово) — село у Старополтавському районі Волгоградської області Російської Федерації.
Населення становить 771  особу. Входить до складу муніципального утворення Салтовське сільське поселення.

## Історія
Село розташоване у межах українського історичного та культурного регіону Жовтий Клин.
Згідно із законом від 17 січня 2005 року № 991-ОД органом місцевого самоврядування є Салтовське сільське поселення.

## Населення
| 1926 | 2010 | 2012 | 2013 | 2014 | 2015 | 2016 |
| ---- | ---- | ---- | ---- | ---- | ---- | ---- |
| 2912 | ↘932 | ↘892 | ↘862 | ↘837 | ↘810 | ↘802 |
| 2017 |      |      |      |      |      |      |
| ↘771 |      |      |      |      |      |      |